# Högsby distrikt
Högsby distrikt är ett distrikt i Högsby kommun och Kalmar län. 
Distriktet ligger i och omkring Högsby. 

## Tidigare administrativ tillhörighet
Distriktet inrättades 2016 och utgörs av socknen Högsby i Högsby kommun.
Området motsvarar den omfattning Högsby församling hade vid årsskiftet 1999/2000.